# Poisson vivipare
 (février 2010).
Si vous disposez d'ouvrages ou d'articles de référence ou si vous connaissez des sites web de qualité traitant du thème abordé ici, merci de compléter l'article en donnant les références utiles à sa vérifiabilité et en les liant à la section « Notes et références ».

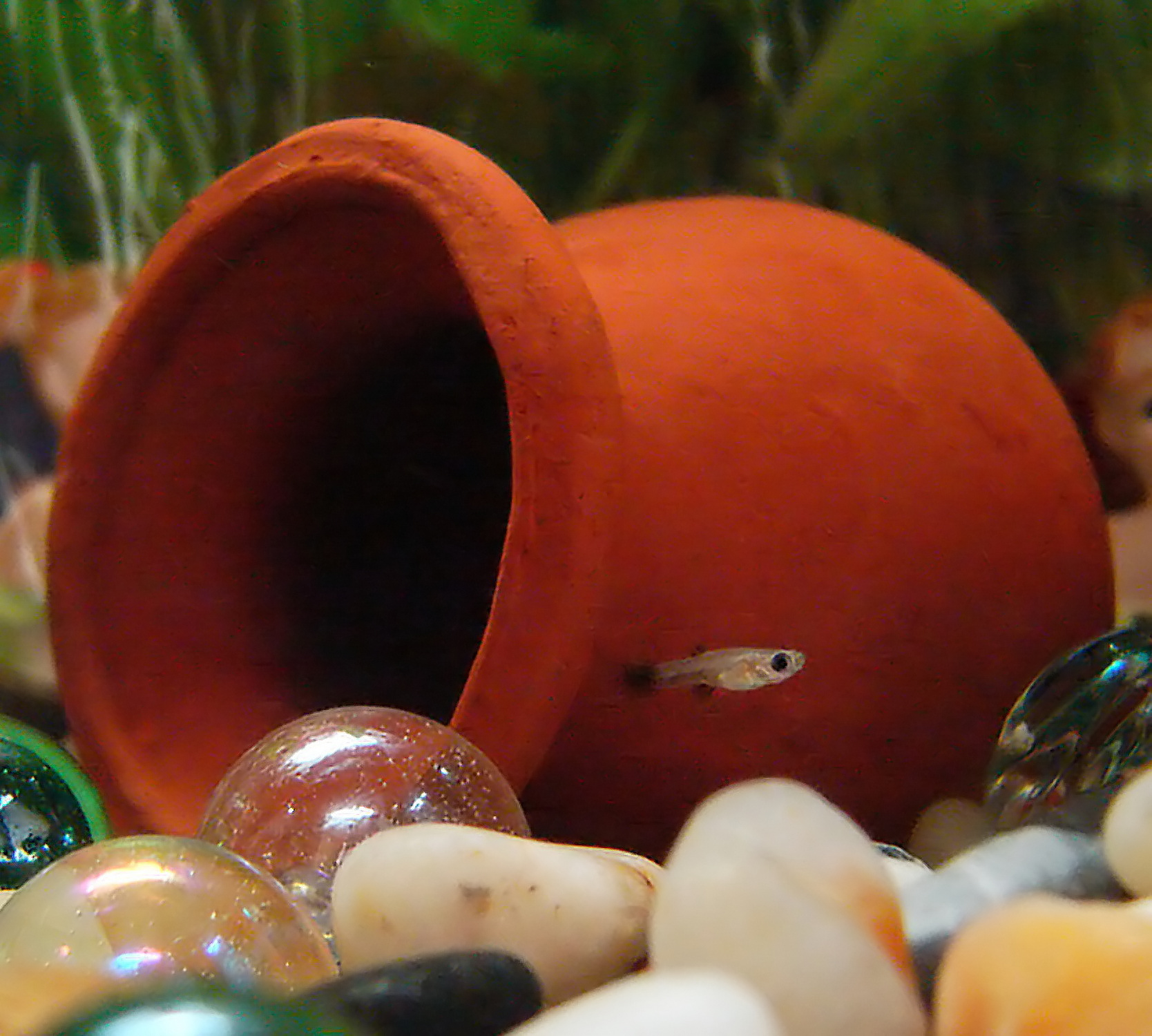
Un tout jeune alevin de guppy (Poecilia reticulata), un poisson ovovivipare

Un poisson vivipare est un poisson qui se reproduit par viviparité, c'est-à-dire en mettant au monde des alevins et non en pondant des œufs comme le font les ovipares. Cependant, il est plus juste de parler d'ovoviviparité et de poisson ovovivipare. En effet, si l'embryon vivipare se nourrit dans le sein de sa mère, l'embryon ovovivipare se nourrit dans l'œuf, qui éclot un peu avant la naissance. Pourtant, dans le langage courant, on parle de vivipares, par simplicité : le mot « vivipares » renvoie presque toujours aux ovovivipares, c'est-à-dire aux Poeciliidae (ex : guppys, platys, mollys, xiphos...). Il existe cependant des poissons vivipares, de type vivipare histotrophes chez lesquels les embryons se nourrissent d'ovules ou pratiquent le cannibalisme intra-utérin. Enfin, les Goodeidae (ex : Ameca splendens) ou les zoarcidés (ex: loquette d'Europe) par exemple, révèlent un mode de reproduction de viviparité hémotrophe, c'est-à-dire qu'un organe spécialisé permet le passage des nutriments depuis le sang de la mère.

## Caractéristiques et maintenance
Les vivipares sont apparus très tard, après les ovipares, à l'Oligocène (44-38,5 millions d'années) et au Miocène (28,5 millions d'années). Cette évolution est un moyen de protéger les jeunes des prédateurs en les rendant mobiles dès la naissance, ce qui explique que seulement 6 à 150 alevins par portée permettent à l'espèce de se maintenir. Les premiers vivipares ont été découverts par les ichtyologistes au milieu du XIXe siècle, et ont été importés dès le début du XXe siècle.
La plupart des vivipares sont des omnivores à tendance végétarienne, pour cette raison ils doivent être nourris peu et souvent (ils ont un petit estomac et sont vite gavés). Les carnivores seront nourris de proies vivantes comme de petits crustacés.
Les vivipares sont trop souvent considérés comme des « poissons rouges d'eau chaude » (de plus, chez les platys on observe que le spécimen le plus demandé est le platy rouge ou platy corail), peu originaux et offrant peu d'intérêt. Mais ce ne sont malheureusement pas ou plus des poissons pour débutants. L'élevage asiatique intensif de ces dernières années fait que la plupart des espèces provenant du commerce (surtout les guppys) sont malheureusement devenues très peu résistantes. Pour profiter pleinement de ces poissons il est donc recommandé de se les procurer dans des clubs, chez des particuliers ou auprès d'une association spécialisée (comme l'AFV). Vous aurez alors des poissons de bonne qualité, qu'ils soient sauvages ou hybrides. Leur résistance, leur excellente sociabilité et leur facilité de reproduction seront meilleures.
Pour recréer un biotope ressemblant au milieu centraméricain, tout en respectant les conditions particulières de la maintenance en aquarium, vous pouvez utiliser un bac bien planté (si possible de plantes originaires du milieu comme la plupart des cabombas et echinodorus). Beaucoup de plantes de surface sont d'ailleurs conseillées pour les besoins des poissons. Vous aurez une idée du nombre de plantes total nécessaire en faisant : surface de l'aquarium en cm (l x L) divisé par 50. Le décor sera composé de plantes exclusivement, ou également de roches et de racines. Le sol peut être constitué de gravier de différente granulométrie (par exemple sable de rivière ou gravier). En été, il est possible de les maintenir dans un bassin de jardin ensoleillé, ils atteindront alors une grande taille. Pour la maintenance d'espèces fragiles, un bac nu peut être préféré, car plus facile à nettoyer.
L'OMS se sert de guppys et de gambusies dans les pays tropicaux pour se débarrasser des larves de moustique (vecteurs du paludisme) dont ils sont friands. Ils sont parfois même introduits dans des réservoirs d'eau potable. Cela explique que l'on trouve de nos jours des poecilidés dans de nombreuses régions de la planète.
En cas de problème de santé, le mieux est de faire un bon changement d'eau, et éventuellement d'ajouter du sel d'aquarium dans l'eau (5g/L). Attention car les plantes et les corydoras supportent mal le sel.

## La reproduction

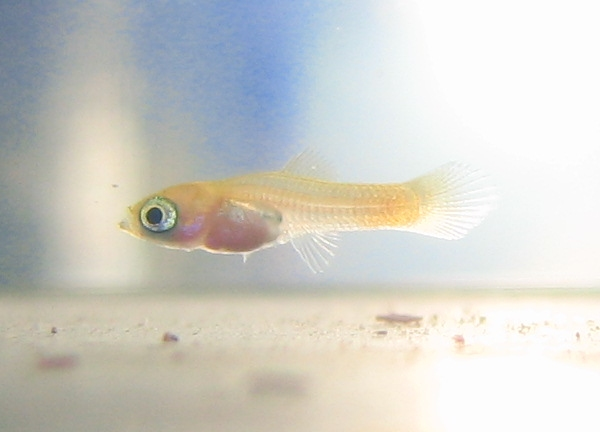
Un alevin d'un jour (Xiphophorus helleri)

La reproduction est très facile, mais garder une belle souche est beaucoup plus laborieux. Le mâle se distingue de la femelle par un gonopode (ou un andropode qui apparait très tôt chez les goodéidés) à la place de la nageoire anale. Cet organe permet l'accouplement. Quant à la femelle, elle est souvent plus grosse que son partenaire et moins colorée. Attention, car parfois, chez les xiphos notamment, il arrive que les "femelles" soient en fait des mâles en retard, et donc qu'ils ne révèlent leur caractère masculin qu'après environ un an.
L'accouplement est très bref, et peut donner lieu à plusieurs naissances à environ un mois d'intervalle, grâce à la particularité de la femelle ovovivipare de stocker le sperme (contrairement aux goodeidae). Une tache sombre apparaît derrière le ventre de la femelle, qui devient noire le plus souvent (voire rougeâtre chez certaines espèces) au fil de la gestation. On peut apercevoir les yeux des futurs alevins quelques jours avant la mise bas. En moyenne, 30 alevins naissent à chaque fois, suivant les portées (jusqu'à 100 entre les 3es et 6es portées). Les alevins naissent la queue la première et se dirigent vers la source de lumière, il est donc recommandé de posséder des plantes flottantes.. On peut les protéger de l'appétit de leurs aînés en isolant les alevins dans un petit bac, et en les nourrissant d'artémias. Après un mois, les yeux, le cœur, la vésicule et l'arête principale sont parfaitement formés. Après 2 mois ils ne risquent théoriquement plus de se faire dévorer. La maturité intervient vers 3 mois, mais il est conseillé d'attendre 6 mois pour les faire s'accoupler. Ils grandiront plus vite à une température d'au moins 26 °C, et s'ils sont nourris grâce à une nourriture variée, vivante entre autres, plusieurs fois en petite quantité (nauplies d'artémias, flocons écrasés, etc.). Pour une croissance maximale, il est recommandé de faire des changements d'eau fréquents. il est inexact de dire que les vivipares sont des poissons prolifiques puisqu'ils ne peuvent mettre bas qu'une trentaine d'alevins par mois (alors que les cichlidés peuvent pondre plusieurs centaines d'œufs toutes les semaines par exemple), en revanche les alevins sont beaucoup plus débrouillards et parviennent mieux à survivre sans "aide" extérieure.
Le terme de vivipares est on ne peut plus générique, et il est souvent difficile de s'y retrouver.
Le point sur les principales familles connues.

## La famille desPoeciliidae
La plus connue et la plus répandue, elle contient les genres :
- Alfaro (du Guatemala au Panama)
- Belonesox (sud du Mexique et du Honduras)
- Brachyrhaphis (sud-ouest du Mexique, Costa Rica, Panama)
- Gambusia (Versant atlantique de l'Amérique Centrale et Caraïbes)
- Girardinus (Cuba et Costa Rica)
- Heterandria (Caroline et Floride)
- Phallichthys (du Guatemala au Panama)
- Phalloceros (centre du Brésil, Paraguay, Argentine, Uruguay)
- Poecilia (du sud des USA à la Guyane française)
- Priapella (eaux vives du Mexique)
- Quintana (Cuba)
- Xiphophorus (Mexique, Honduras)

Les poecilidés ont des caractéristiques similaires à la famille des Cyprinodontidae. Cette famille est originaire d'Amérique, d'une zone allant du sud des États-Unis, au sud du bassin amazonien. Le plus populaire de ces poissons est le guppy (Poecilia reticulata), pour qui des concours sont même organisés. Le premier spécimen a été découvert en 1859. La forme sauvage était peu colorée, puisque les espèces disponibles dans le commerce sont pour la totalité issues d'élevage, et de sélection, souvent d'origine asiatique. Les espèces les plus répandues dans le commerce sont le guppy, le platy, le porte-épée, et le molly. Ces poissons étant souvent des hybrides de deux espèces il serait inexact d'utiliser leur appellation scientifique. Il faut avoir 2 à 3 femelles par mâle, car ceux-ci passent leur temps à les pourchasser.
Il est souvent recommandé de les maintenir dans une eau relativement dure et alcaline, mais à l'état sauvage ils vivent dans des eaux très diverses sur le plan physico-chimique. Les poissons vivant dans des eaux dures vivent dans des zones qui ne sont pas traversées par la forêt humide, contrairement à beaucoup de poissons américains. Ce ne sont en fait que les spécimens d'élevage qui sont habitués à des eaux régionales dures, et qui ont du mal à se réadapter à des eaux douces. La plupart des vivipares se plaisent dans des eaux entre 23 et 26 degrés, avec une dureté située entre 5 et 20 dGh. Ces poissons peuvent faire à l'âge adulte de 2 à 20 cm suivant les espèces. Une eau légèrement saumâtre n'est recommandée que pour soigner les maladies et n'est en aucun cas nécessaire dans la maintenance de vivipares, quels qu'ils soient (et ce contrairement à beaucoup d'idées reçues...).

## La famille des Goodeidae

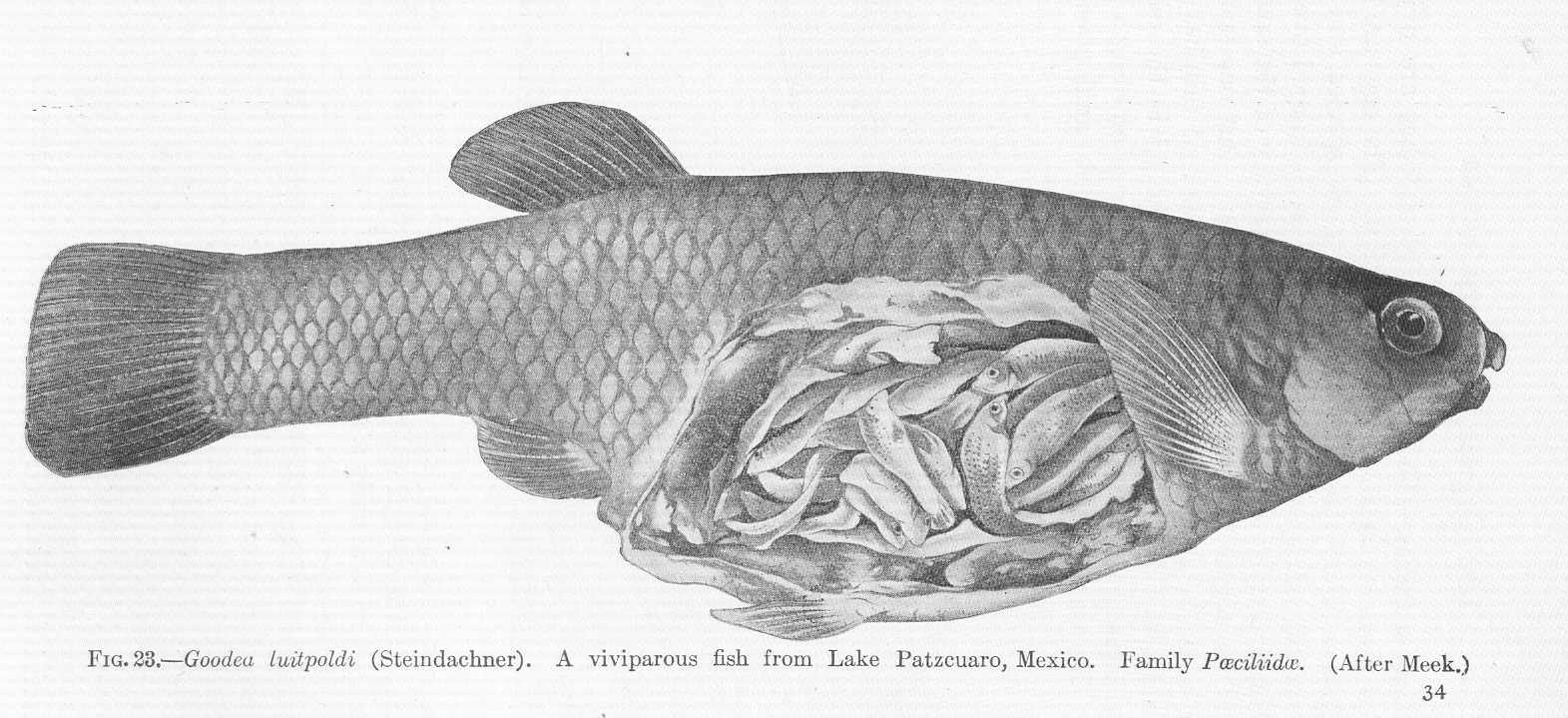
Anatomie de Goodea luitpoldi

Deuxième famille la plus répandue, elle regroupe une quarantaine d'espèces dans une dizaine de genres : Ameca, Characodon, Goodea, Ilyodon, Skiffia, Xenotoca, Zoogoneticus. Présents dans les hautes terres du Mexique ils se caractérisent par le fait que l'organe du mâle est transformé en andropode. Mesurant entre 4 et 10 cm en moyenne, ils sont ce que l'on appelle les vivipares vrais et sont malheureusement bien souvent en voie de disparition.

## La famille des Jenynsiidae
Originaire du sud du Brésil et de l'Uruguay, elle contient l'espèce Jenynsia lineata. Les femelles peuvent mesurer jusqu'à 13 cm tandis que les mâles n'en atteignent que 4. Ils ont la particularité d'avoir l'organe sexuel orientable.

## La famille des Anablepidae
Elle contient le genre Anableps, originaire du Mexique. Poissons saumâtres d'une trentaine de cm, on les appelle "quatre yeux" puisque chaque œil est divisé en deux, la partie supérieure permettant de voir hors de l'eau tandis que la partie inférieure permet de voir sous l'eau.

## La famille des Hemirhamphidae
Les "demi-becs" sont originaires d'Asie tropicale et contiennent les genres Dermogenys, Hemirhamphodon et Nomorhamphus. Ce sont des poissons de surface pouvant dépasser les 10 centimètres.

## La famille des Zoarcidae
La loquette d'Europe (Zoarces viviparus) est la seule espèce connue de poisson qui « allaite » ses petits à l'état d'embryons avant qu'ils naissent sous forme d'alevins déjà formés.

## La protection des vivipares sauvages
Parmi les différentes familles "vivipares", l'une d'elles, celle des Goodeidae, est particulièrement menacée. En effet ces poissons sont endémiques d'un des pays les plus pollués du monde : le Mexique. Leur milieu naturel tend à se réduire de plus en plus, et comme ces poissons sont très sensibles à la pollution les populations existantes diminuent également de façon dramatique.
Quelques aquariophiles, sous l'égide du "Fish Ark" et de l'AFV en France, ont donc choisi de consacrer un ou plusieurs bacs à des espèces menacées de Goodeidae, dans le but de les maintenir à long terme et d'éviter ainsi leur totale extinction. À terme le but est de réintroduire ces espèces dans leur milieu naturel, quand celui-ci sera de nouveau rendu habitable.